# (13315) Hilana
(13315) Hilana est un astéroïde de la ceinture principale, découvert le 14 septembre 1998 par le programme LINEAR à Socorro. Cet astéroïde peut également être désigné par sa désignation provisoire 1998 RX71. 